# Coupe du Maroc de football 1988-1989
 (avril 2024).
Si vous disposez d'ouvrages ou d'articles de référence ou si vous connaissez des sites web de qualité traitant du thème abordé ici, merci de compléter l'article en donnant les références utiles à sa vérifiabilité et en les liant à la section « Notes et références ».
Navigation
Édition précédente Édition suivante
La saison 1988-1989 de la Coupe du Trône est la trente-troisième édition de la compétition. 
Le Wydad Athletic Club remporte la coupe au détriment de l'Olympique de Khouribga sur le score de 2-0 au cours d'une finale jouée dans le Complexe Sportif Moulay Abdallah à Rabat. Le Wydad Athletic Club remporte ainsi cette compétition pour la cinquième fois de son histoire. 

## Déroulement

### Huitièmes de finale
| Équipe 1                  | Équipe 2                | Résultat |
| Maghreb de Fès            | Olympique de Casablanca | 0 - 1    |
| Renaissance de Settat     | Kamal Marrakech         | ? - ?    |
| Difaâ d'El Jadida         | IR Tanger               | 2 - 1    |
| Wydad de Fès              | Najah Souss             | 2 - 0    |
| Hilal de Nador            | FAR de Rabat            | 0 - 1    |
| Fath Union Sport de Rabat | Kawkab de Marrakech     | 2 - 3    |
| Union de Sidi Kacem       | Olympique de Khouribga  | 1 - 2    |
| Wydad Athletic Club       | CODM Meknès             | 2 - 1    |

### Quarts de finale
| Équipe 1               | Équipe 2                | Résultat            |
| Difaâ d'El Jadida      | FAR de Rabat            | ? - ?               |
| Wydad Athletic Club    | Kawkab de Marrakech     | 1 - 0               |
| Olympique de Khouribga | Olympique de Casablanca | 1 - 0               |
| Kamal Marrakech        | Wydad de Fès            | 1 - 1 3 - 4 (t.a.b) |

### Demi-finales
| Équipe 1            | Équipe 2               | Résultat |
| Wydad Athletic Club | FAR de Rabat           | 3 - 2    |
| Wydad de Fès        | Olympique de Khouribga | 0 - 1    |

### Finale
La finale oppose les vainqueurs des demi-finales, le Wydad Athletic Club face à l'Olympique de Khouribga, le 6 mars 1989 au Complexe Sportif Moulay Abdallah à Rabat.
| Coupe du Trône : Finale 1989 | Wydad Athletic Club | 2 - 0 | Olympique de Khouribga | Complexe Sportif Moulay Abdallah, Rabat |                           |
| 6 mars 1989                  |                     |       |                        | Arbitrage : Mohamed Jayed               | Arbitrage : Mohamed Jayed |
| 6 mars 1989                  |                     |       |                        | Arbitrage : Mohamed Jayed               | Arbitrage : Mohamed Jayed |